# Oleggio Magic Basket
Oleggio Magic Basket è la squadra di basket della città di Oleggio, Italia . Attualmente la squadra  Fondato nel 1973 come AS Oleggio Basket,  il club milita attualmente in Serie B Basket, la terza categoria della competizione di basket. .